# Biblioteca de la Universidad de Concepción
La Biblioteca Central de la Universidad de Concepción es una biblioteca perteneciente a la Universidad de Concepción, Chile, y es parte de Bibliotecas de la Universidad de Concepción (Bibliotecas UdeC).
El edificio, conocido como Biblioteca Central, se llama Biblioteca Luis David Cruz Ocampo, en honor a su primer director.

## Historia

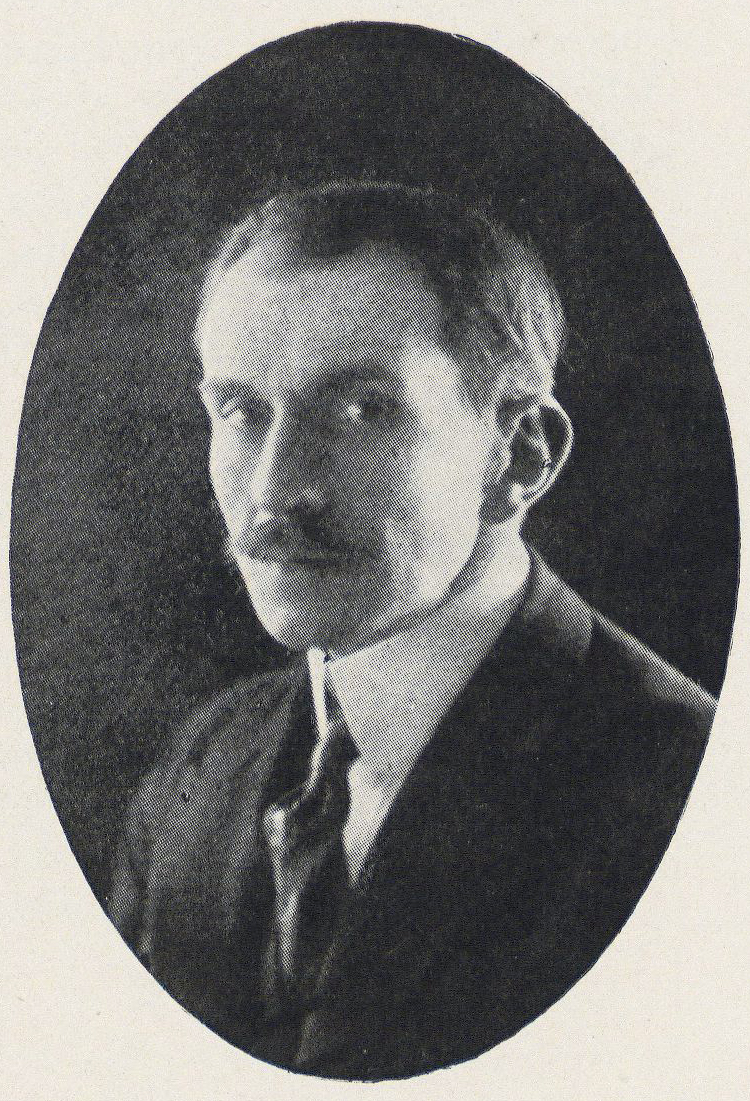
La biblioteca fue fundada por el primer rector de la Universidad, Enrique Molina Garmendia.

Fue fundada en 1926 por el rector de ese entonces, Enrique Molina Garmendia, y su primer director fue, hasta 1939, Luis David Cruz Ocampo, hasta ese momento Secretario General de la Universidad.
Originalmente estaba situada en la calle Barros Arana #1068, y contaba con 2900 volúmenes, de los cuales la mayoría correspondía a textos relacionados con el Derecho.
Sin embargo, en 1972 se traslada permanentemente al campus de la Universidad, en donde permanece hoy en día su Casa Central, el edificio Biblioteca Luis David Cruz Ocampo.

## Bibliotecas de Campus y Especializadas
La Biblioteca de la Universidad de Concepción es actualmente un complejo que consta de varias bibliotecas especializadas, además de la Biblioteca Central, mencionada anteriormente, y de las 2 bibliotecas en los campus de Chillán y Los Ángeles.

### Biblioteca Central

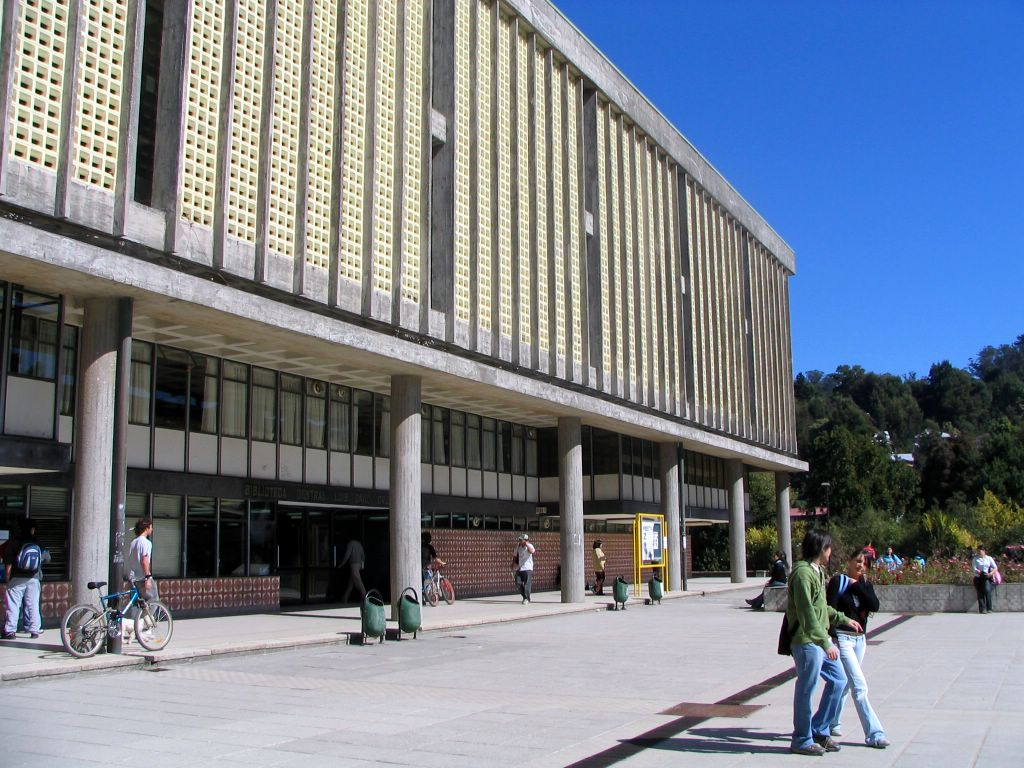
Entrada de la Biblioteca Central en 2006

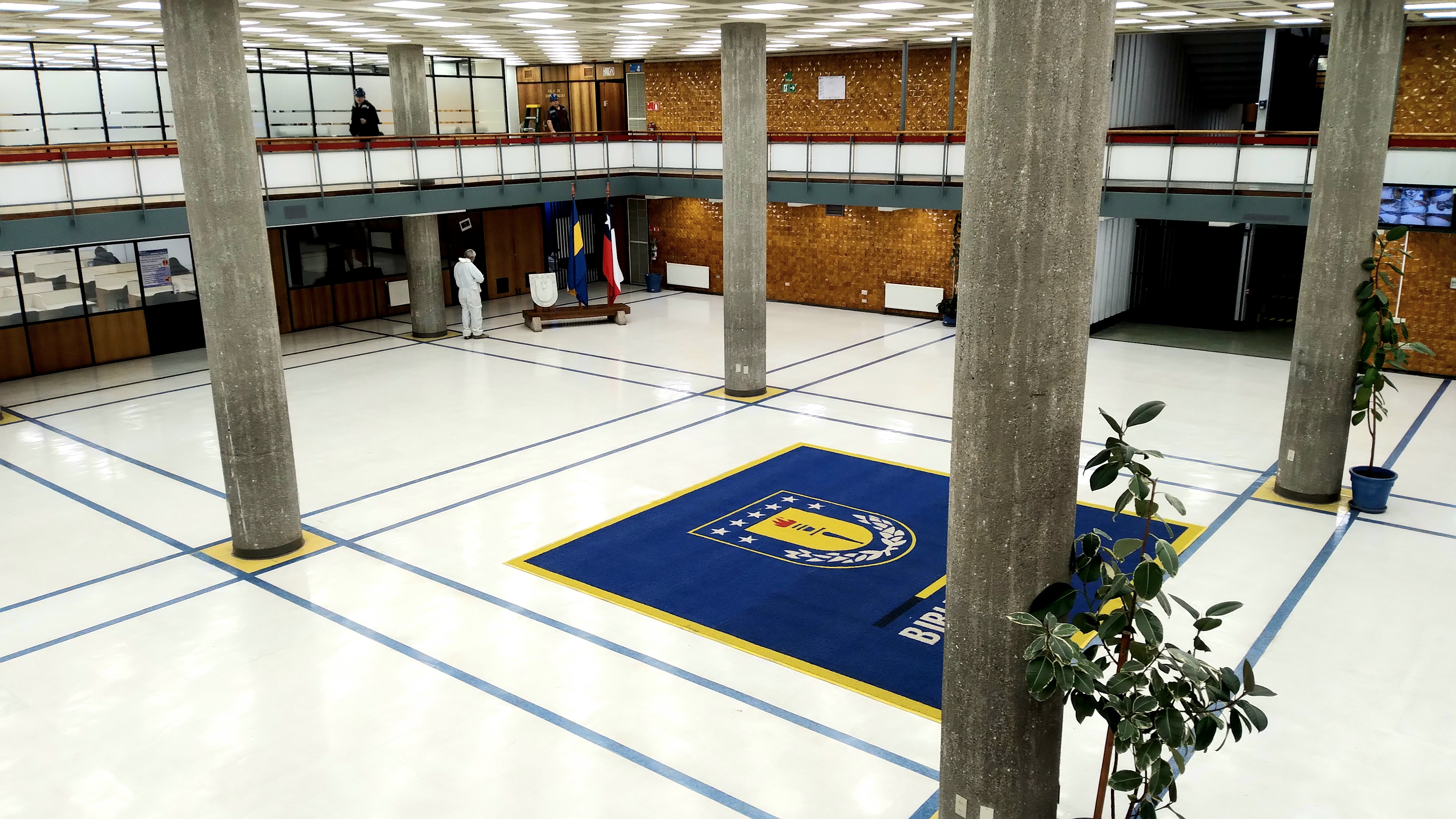
Primer piso de la Biblioteca Central en 2023

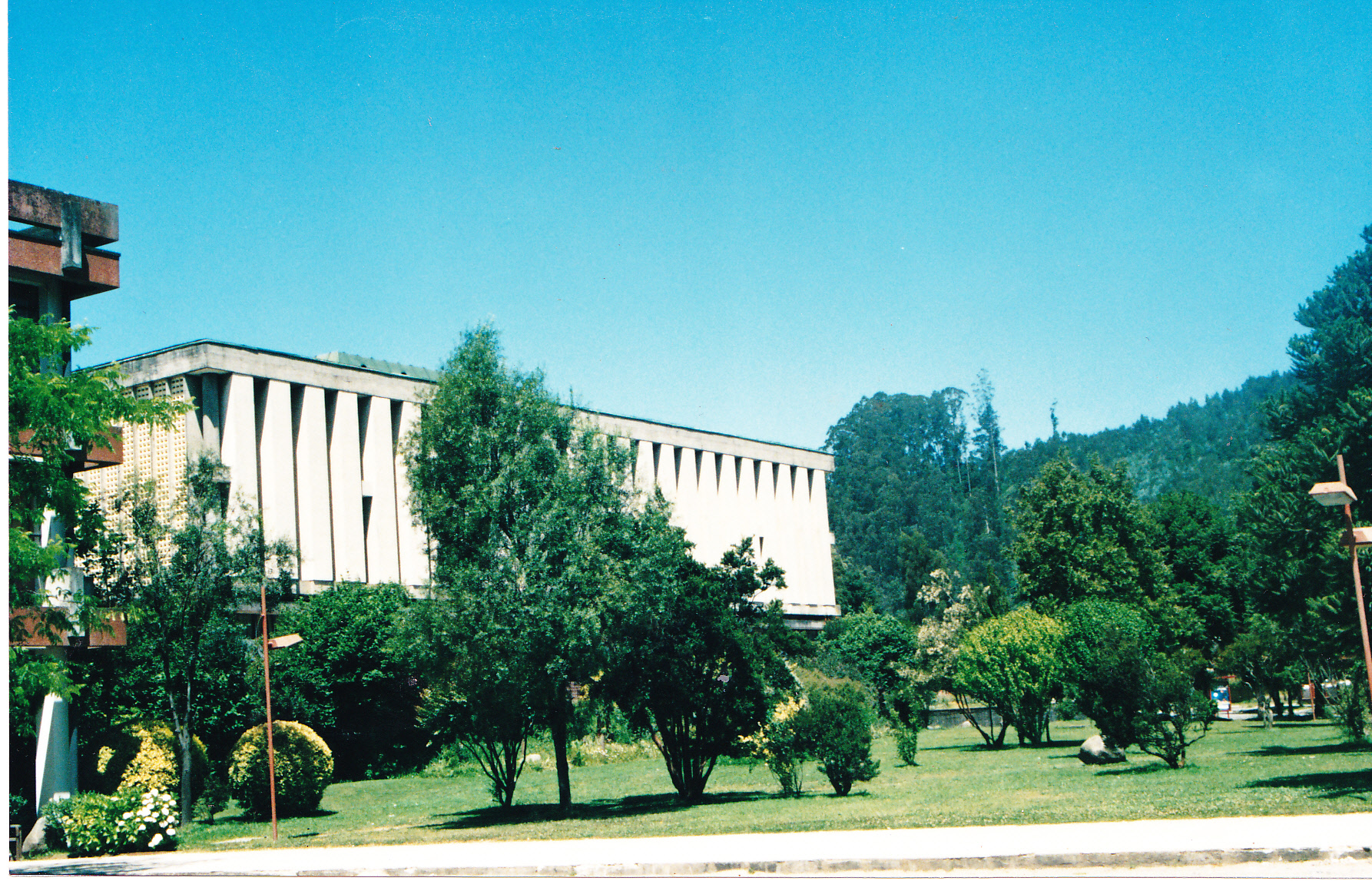
Cara posterior de la Biblioteca Central.

La Biblioteca Central Luis David Cruz Ocampo (coordenadas 36°49′55″S 73°02′13″O / -36.83194, -73.03694) tiene una superficie de 10 000 m², distribuidos en 5 pisos, y su colección consta de más de 100.000 volúmenes, la mayoría de los cuales se ubican en estanterías abiertas para todos sus estudiantes. Además de libros obligatorios para el curso de asignaturas, existen muchos libros, diarios, tesis doctorales y revistas de apoyo al estudio, así como también libros para satisfacer el simple placer de la lectura.
El ingreso a esta Biblioteca es de uso exclusivo para los estudiantes de la Universidad, mediante sistemas de tarjetas electrónicas, salvo casos de visitas guiadas o permisos otorgados con anticipación.
La distribución del edificio es la siguiente:
1. En el primer piso se sitúan los libros de reserva, también conocida como sección reserva, los cuales se piden directamente a las bibliotecarias, y son de carácter obligatorio para algunas asignaturas de las carreras universitarias. Aquí también se encuentran computadores de uso exclusivo para la búsqueda de libros y material interno de las distintas Bibliotecas, además de salas abiertas de estudio, logias para el estudio de grupos cerrados y aulas para el estudio individual.
2. El segundo piso está destinado a actividades administrativas y aloja también a la Sala Chile y salas de estudio individual (conocidas por los estudiantes como los castigados).
3. En el tercer piso se encuentran las estanterías con la gran mayoría de los volúmenes de la Biblioteca. Estas estanterías se cruzan por pasillos que cuentan con varias mesas de lectura. Finalmente, en este nivel también hay salas abiertas de estudio individual, además de computadores para uso personal.
4. En el cuarto piso posee una colección actualizada diariamente de los periódicos antiguos y actuales de Concepción, más los diarios principales del país y revistas de investigación. El acceso a los diarios más antiguos, así como el de algunos libros antiguos de colección, está restringido, y sólo son accesibles mediante un permiso especial.
5. En el último piso posee colecciones restringidas y sección de reserva. A petición.

### Biblioteca Facultad de Medicina
Su nombre real es el de Biblioteca Dra. María Antonieta Muñoz Ujevich, en honor a una docente y secretaria de la carrera de Medicina; está situada desde 1994 en el primer piso de la Facultad de Medicina de la Universidad; es la más grande y completa de su área en toda la zona sur del país, y consta de dos niveles: el primero destinado a los libros y las salas de estudio, y el segundo a las revistas de investigación.
Su colección consta de 7200 volúmenes, además de revistas de suscripción, más otras de donación y publicaciones electrónicas.

### Biblioteca Facultad de Ciencias Biológicas
Está ubicada en el primer piso de la Facultad de Ciencias Biológicas. Fue creada en marzo de 1994, y su colección consta de 4.000 volúmenes, más 116 suscripciones a revistas relacionadas.

### Biblioteca Higueras
La Biblioteca Médica Hospital Higueras, fue creada en 1999 y está ubicada junto al Hospital Higueras de Talcahuano. Se creó como apoyo para los alumnos del área de la salud, que van a realizar pasantías a ese Hospital.
Su colección también consta de 4.000 volúmenes, más 116 suscripciones de revistas relacionadas.
Biblioteca actualmente cerrada.

### Biblioteca Facultad de Odontología
Está ubicada en el tercer piso de la Facultad de Odontología, justo en los lindes del campus, frente al Hospital Regional de Concepción y a un costado del Hospital Traumatológico de Concepción. Su colección incluye 2.078 volúmenes, más suscripciones a revistas en papel y electrónicas.

### Biblioteca Facultad de Ciencias Jurídicas y Sociales
Está ubicada en el primer y segundo piso de la Facultad del mismo nombre: en el primero se encuentran las revistas (539 títulos en total) y ediciones del Diario Oficial de la República y el Diario de Sesiones del Senado; en el segundo, los libros y las tesis doctorales, que suman 25.000 volúmenes en total.

### Biblioteca Facultad de Humanidades y Arte
Ubicada en el segundo piso de la Facultad, tiene dos niveles: el primero para los libros, que suman 28.000 volúmenes; y el segundo para las revistas, que corresponden a 42 suscripciones, más 83 títulos gracias a donaciones.

### Biblioteca Centro EULA
Fue creada en 1990 y se ubica en el segundo piso del Edificio Profesor Francesco Faranda. El contenido de esta biblioteca está orientado a textos relacionados con las ciencias ambientales.

### Biblioteca Facultad de Ciencias Físicas y Matemáticas
Se crea en 1985, y se ubica actualmente en el primer piso de la Facultad, donde posee un repositorio de 6.000 volúmenes y más de 300 títulos de publicaciones y tesis doctorales.

### Biblioteca Facultad de Arquitectura, Urbanismo y Geografía
Se ubica en el tercer piso de la Facultad. Además de libros, revistas y tesis doctorales, cuenta con mapas regionales y nacionales del Instituto Geográfico Militar.

### Biblioteca Campus Chillán
Esta biblioteca se ubica en el Campus Chillán, y posee más de 20.000 títulos de libros, la mayoría de ellos orientados a la agronomía, la ingeniería agrícola y la medicina veterinaria, carreras que se dictan en esa sede de la Universidad.

### Biblioteca Campus Los Ángeles
Esta biblioteca se ubica en el campus de Los Ángeles, y posee más de 16.700 volúmenes, además de suscripciones a revistas, tesis doctorales y material multimedial. Gran parte de este material está orientado a las carreras que se dictan en esta sede de la Universidad.

### Sibudec
SIBUDEC es el acrónimo de Sistema de Bibliotecas de la Universidad de Concepción. Corresponde al sistema informático que soporta e interconecta a toda la red de bibliotecas descritas anteriormente, permitiendo la búsqueda electrónica de material bibliográfico, la actualización de cuentas de usuario, la reserva de logias de estudio privadas, la mantención de las bases de datos de todo el sistema, más otros recursos electrónicos.